# Pseudocranae loriae
Pseudocranae loriae är en insektsart som beskrevs av Bolívar, I. 1898. Pseudocranae loriae ingår i släktet Pseudocranae och familjen gräshoppor. Inga underarter finns listade i Catalogue of Life.